# Rifugio Angelo Alimonta
De Rifugio Angelo Alimonta is een berghut in de gemeente Ragoli in de Italiaanse provincie Trente. De berghut ligt nabij de gletsjer Vedretta dei Sfulmini op een hoogte van 2580 meter in de zogeheten Sfulminiketen in het hart van de Brenta, een berggroep in de Dolomieten. De hut wordt privaat uitgebaat en behoort niet toe aan een alpenvereniging.
De hut is via verschillende routes bereikbaar vanuit Madonna di Campiglio, maar de meest gebruikelijke route loopt langs de Rifugio Brentei (2182 meter). Afhankelijk van de weersomstandigheden is de hut van half juni tot half september geopend. De berghut vormt een ruststation voor beklimmingen over de via ferrata Via delle Bocchette.